# アリルホルムアミダーゼ
アリルホルムアミダーゼ(Arylformamidase、EC 3.5.1.9)は、以下の化学反応を触媒する酵素である。
N-ホルミル-L-キヌレニン + 水{\displaystyle \rightleftharpoons }ギ酸 + L-キヌレニン
従って、この酵素の基質は、N-ホルミル-L-キヌレニンと水の2つ、生成物はギ酸とL-キヌレニンの2つである。
この酵素は加水分解酵素、特に鎖状アミドの炭素-窒素結合に作用するものに分類される。系統名は、アリル-ホルムアミン アミドヒドロラーゼ(aryl-formylamine amidohydrolase)である。他に、kynurenine formamidase、formylase、formylkynureninase、formylkynurenine formamidase、formamidase I、formamidase II等とも呼ばれる。この酵素は、	トリプトファン代謝やグリオキシル酸、ジカルボン酸の代謝にも関与している。